# 1952年の日本競馬
1952年の日本競馬（1952ねんのにほんけいば）では、1952年（昭和27年）の日本競馬界についてまとめる。
馬齢は旧表記で統一する。
1951年の日本競馬 - 1952年の日本競馬 - 1953年の日本競馬

## できごと

### 1月 - 3月
- 1月 - 関西で「関西競馬専門誌協会」が設立される。これを機に、関西の騎手と厩務員に対し、年2回「専門誌賞」が贈られるようになる[1]。
- 1月27日 - 競馬部がアメリカ合衆国で購入した競走馬30頭が横浜港に到着する。その後第2便が2月23日に到着、21頭が輸入された[1]。
- 3月27日 - 自由党政調役員会は、民営化を柱とする新競馬法案要綱を決める[1]。

### 4月 - 6月
- 4月1日 - 阪神競馬場では京阪神競馬会社の手により土地が12,315坪広げられ、また常住厩舎や騎手控室などの建物も5棟増設され、賃貸借契約書が初めてとり交わされた[2]。
- 4月 - 啓衆社の白井新平が渡米し、15頭の馬を輸入。白井は9月にも種牡馬およびトロッター種を3頭輸入している[1]。
- 5月 - 大井競馬の開催体である東京都や特別区競馬組合などが協同して、サラブレッドの3-4歳牝馬30頭を輸入する[1]。
- 5月 - 競馬公正委員会が設置される。委員会は関東・関西・北海道の各地域別に委員を定め、競走における人馬の監視、厩舎内部等の監察、不良馬主の排斥などを行うとともに、優秀調教師・騎手の表彰事業も行った[3]。
- 5月 - 農林省は戦争以来中断していた外国産種の輸入を再開、サラブレッド2頭、ノルマン6頭、ペルシュロン4頭、アングロアラブ1頭の計13頭を輸入する[3]。
- 6月 - 競馬の民営化に向けて、農林大臣の諮問機関として競馬制度審議委員会が設置される[3]。

### 7月 - 9月
- 8月5日 - 名古屋競馬株式会社が設立され、翌年5月を目標に新競馬場の建設工事が進められる[4]。
- 9月 - 競馬共助会監事の津軽義孝がニュージーランドより競走馬やポニー、乗用馬など31頭を輸入、横浜港に到着した[1]。

### 10月 - 12月
- 10月 - 天皇・皇后が国体馬術競技大会への臨席のために福島競馬場に来場する[2]。
- 12月18日 - 日本競馬会精算人の長森貞夫は、国を相手にして1948年（昭和23年）に締結された契約の無効確認の訴えを起こした。その主旨は同年の法律第158号新競馬法第37条の「政府は、日本競馬会および中央馬事会の資産および負債を継承することができる」の条文は、明らかに憲法第29条に違反しているというものであった。この「長森裁判」は長森が提訴を取り下げるまで2年以上かかった[4]。

### その他
- 5月頃 - 競馬部がまとめた「地方競馬の概況」によれば、5月時点での地方競馬場の数は78か所、主催者数は都道府県が44、指定市町村が99、計143か所に及んでいた。売得金は1950年（昭和25年）70億6000万円（国営35億円）、1951年（昭和26年）190億8000万円（国営75億円）であった[3]。
- 千葉県柏競馬場が廃止される[4]。

## 競走成績

### 公認競馬の主な競走
- 第12回桜花賞（阪神競馬場・4月13日）優勝：スウヰイスー（騎手：保田隆芳）
- 第12回皐月賞（中山競馬場・4月27日）優勝：クリノハナ（騎手：八木沢勝美）
- 第25回天皇賞（春）（京都競馬場・5月3日） 優勝：ミツハタ（騎手：渡辺正人）
- 第19回東京優駿競走（日本ダービー）（東京競馬場・5月25日) 優勝：クリノハナ（騎手：八木沢勝美）
- 第13回優駿牝馬（オークス）（東京競馬場・10月5日) 優勝：スウヰイスー（騎手：八木沢勝美）
- 第26回天皇賞（秋）（東京競馬場・11月16日） 優勝：トラツクオー（騎手：小林稔）
- 第13回菊花賞（京都競馬場・11月23日） 優勝：セントオー（騎手：梅内慶蔵）

### 障害競走
- 第29回中山大障害（春）（中山競馬場・6月8日）優勝 : カツシロ（騎手 : 富田六郎）
- 第30回中山大障害（秋）（中山競馬場・12月21日）優勝： サチヒカリ（騎手：坂本栄三郎）

## 誕生
この年に生まれた競走馬は1955年のクラシック世代となる。

### 競走馬
- 3月9日 - カバーラップ二世
- 3月24日 - メイヂヒカリ
- 4月9日 - ヒロイチ
- 4月24日 - ヤシマベル
- 4月26日 - ケゴン
- 5月6日 - オートキツ
- 5月7日 - セカイオー
- 9月5日 - ミスブゼン
- 不明 - ヤマカブト、ヴィミー

### 人物
- 1月8日 - 坂本敏美騎手（名古屋）
- 1月25日 - 藤原辰雄調教師（JRA）
- 1月31日 - 高橋祥泰調教師（JRA）
- 2月26日 - 仁岸進騎手、調教師（宇都宮）
- 3月26日 - 岩城博俊騎手、調教師（JRA）
- 8月21日 - 保田一隆調教師（JRA）
- 9月5日 - 二ノ宮敬宇調教師（JRA）
- 9月15日 - 橋田満調教師（JRA）
- 10月22日 - 池添兼雄騎手、調教師（JRA）
- 10月30日 - 蛯名信広騎手、調教師（JRA）
- 11月9日 - 五十嵐忠男騎手、調教師（JRA）
- 11月20日 - 宮浦正行騎手、調教師（大井）
- 12月3日 - 柴田光陽騎手、調教師（JRA）

## 死去

### 競走馬
- 4月16日 - ヤシマドオター